# Ludwik Wejher (zm. 1616)
Ludwik Wejher  herbu Skarzyna (ur. 1580 / 1586  – zm. 1616) – syn Ernesta i Anny Mortęskiej, brat Melchiora.

## Życiorys
W 1594 roku był studentem Akademii Wileńskiej, w pierwszych latach XVII wieku studiował też w Ingolstadt, a później w Padwie. Po studiach wileńskich przebywał jakiś czas na dworze Zygmunta III. W 1600 roku był posłem na sejm z województwa pomorskiego. W listopadzie 1600 roku walczył w Inflantach na czele oddziału złożonego ze 100 husarzy i 50 kozaków, który wcześniej zyskał nie najlepszą reputację ze względu na szkody, których dopuścił się na Litwie.
Jako dworzanin królewski, kolejno zdobywał tytuły i zaszczyty:
od 1608 rotmistrz królewski, od 1612 podskarbi ziem pruskich i ekonom malborski, od 1613 podkomorzy chełmiński, starosta człuchowski w latach 1610–1616, kościerzyński, nowodworski i tczewski.
Podczas wojny moskiewskiej (dowodził czterema chorągwiami liczącymi w sumie 400 husarzy i 400 piechurów), uczestnik oblężenia Smoleńska.
Poseł na sejm 1611 roku z województwa kaliskiego i poznańskiego.